# Brightsand River
Brightsand River är ett vattendrag i Kanada.   Det ligger i provinsen Ontario, i den sydöstra delen av landet, 1 200 km väster om huvudstaden Ottawa. Brightsand River ligger vid sjön Kawaweogama Lake.
Trakten runt Brightsand River är nära nog obefolkad, med mindre än två invånare per kvadratkilometer.